# Свічанівка
Свіча́нівка — село в Україні, в Перещепинській міській громаді Самарівського району Дніпропетровської області. Населення за переписом 2001 року становить 107 осіб.

## Географія
Село Свічанівка знаходиться в 4-х км від лівого берега річки Оріль, на відстані 2,5 км від сіл Малокозирщина, Козирщина, Олександрія та селища Вишневе. По селу протікає пересихаючий струмок з загатою.